# Голографічний принцип
Голографічний принцип — це властивість теорії струн і передбачувана властивість квантової гравітації, яка стверджує, що опис об'єму простору можна розглядати як закодований на межі нижчого виміру області — наприклад, на світлоподібній межі, як гравітаційний горизонт. Вперше запропонований Герардом 'т Гофтом, він отримав точну інтерпретацію в теорії струн Леонардом Сасскіндом, який об'єднав свої ідеї з попередніми ідеями 'т Гуфта і Чарльз Торн. Леонард Сасскінд сказав: «Тривимірний світ звичайного досвіду — всесвіт, наповнений галактиками, зорями, планетами, будинками, камінням і людьми — це голограма, образ реальності, закодований на віддаленій двовимірній поверхні». Як зазначає Рафаель Буссо, Чарльз Торн у 1978 році зауважив, що теорія струн допускає більш низьковимірний опис, в якому гравітація випливає з неї так, як ми зараз називаємо «голографічним» способом. Яскравим прикладом голографії є AdS/CFT відповідність.
«Для того щоб зрозуміти концепцію, уявіть, ніби ви переглядаєте 3D-фільм у кінотеатрі, ви спостерігаєте рухомі зображення, які мають висоту, ширину та глибину, але насправді це лише проекції на плоскому 2D-екрані. У нашому 3D-всесвіті ми можемо доторкатися до об'єктів та відчувати їх — і з нашої перспективи ця 'проекція' стає 'реальністю'», розповідає професор математичних наук англійського Університету Саутгемптона Костас Скендеріс.
Використання голографічного принципу для аналізу реального світу вчені почали в кінці 1990-х років. З погляду вчених, голографічний принцип є потужним інструментом, який дозволяє створювати більш точні математичні моделі Всесвіту і отримати більш глибоке розуміння його будови та функціонування. Голографічний принцип був створений на основі термодинаміки чорних дір, яка припускає, що максимальна ентропія в будь-якій області залежить від радіуса в квадраті, а не в кубі, як можна було б очікувати. У випадку з чорною дірою, розуміння полягає в тому, що інформаційний вміст усіх об'єктів, які потрапили в діру, може повністю міститися у поверхневих коливаннях горизонту подій. Голографічний принцип вирішує інформаційний парадокс чорної діри в рамках теорії струн. Однак існують класичні розв'язки рівнянь Ейнштейна, які допускають значення ентропії більші, ніж ті, що допускаються законом площі (радіус у квадраті), а отже, в принципі більші, ніж у чорної діри. Це так звані «мішки з золотом Вілера». Існування таких розв'язків суперечить голографічній інтерпретації, а їхні ефекти у квантовій теорії гравітації, що включає голографічний принцип, ще не до кінця зрозумілі.

## Відповідність AdS/CFT
Відповідність AdS/CFT (дуальність Малдасени, калібрувально-гравітаційна дуальність) — гіпотетична відповідність (дуальність) між двома видами фізичних теорій: з одного боку це простори анти-де Сіттера (англ. anti-de Sitter, AdS), що застосовуються в теоріях квантової гравітації, сформульованих у термінах теорії струн або М-теорії; з іншого боку відповідності перебуває конформна теорія поля (англ. conformal field theory, CFT), яка є квантовою теорією поля, що, зокрема, описує сильну взаємодію елементарних частинок (поля Янга — Міллса).
Дуальність являє собою великий прогрес у нашому розумінні теорії струн і квантової гравітації. Це пояснюється тим, що він забезпечує непертурбативне формулювання теорії струн із певними граничними умовами та тому, що це найуспішніша реалізація голографічного принципу.
Вона також надає потужний інструментарій для вивчення сильно зв'язаних квантових теорій поля. Значна частина корисності дуальності випливає з того факту, що вона є сильно-слабкою дуальністю: коли поля квантової теорії поля сильно взаємодіють, поля гравітаційної теорії слабо взаємодіють і, таким чином, є більш математично зрозумілими. Цей факт було використано для вивчення багатьох аспектів ядерної фізики та фізики конденсованих середовищ шляхом перетворення проблем з цих дисциплін у більш математично зрозумілі проблеми в теорії струн.
Відповідність AdS/CFT вперше виявив Хуан Малдасена наприкінці 1997 року. Важливі аспекти відповідності були розроблені в статтях Стівена Губсера, Ігоря Клебанова та Полякова Олександра Марковича, а також Едварда Віттена. До 2015 року стаття Мальдасени мала понад 10 000 цитувань, і стала найбільш цитованою в галузі фізики високих енергій.

## Ентропія чорної діри
Об'єкт із відносно високою ентропією є мікроскопічно випадковим, як гарячий газ. Відома конфігурація класичних полів має нульову ентропію: немає нічого випадкового в електричних і магнітних полях або гравітаційних хвилях. Оскільки чорні діри є точними розв'язками рівнянь Ейнштейна, вважалося, що вони також не мають ентропії.
Але Яків Бекенштейн зауважив, що це призводить до порушення другого закону термодинаміки. Якщо кинути гарячий газ з ентропією в чорну діру, то щойно він перетне горизонт подій, ентропія зникне. Випадкові властивості газу більше не будуть помітні, як тільки чорна діра поглине газ і заспокоїться. Один із способів не порушувати другий закон — якщо чорні діри насправді є випадковими об'єктами з ентропією, яка зростає на величину, більшу за ентропію поглинутого газу.
Бекенштейн припустив, що чорні діри є об'єктами з максимальною ентропією — вони мають більше ентропії, ніж будь-що інше в тому ж об'ємі. У сфері радіуса R ентропія релятивістського газу зростає зі збільшенням енергії. Єдиною відомою межею є сила тяжіння; коли енергії стає занадто багато, газ колапсує в чорну діру. Бекенштейн застосував це, щоб встановити верхню межу ентропії в певній області простору, і ця межа була пропорційна площі цієї області. Він дійшов висновку, що ентропія чорної діри прямо пропорційна площі горизонту подій. Гравітаційне уповільнення часу призводить до того, що час, з точки зору віддаленого спостерігача, зупиняється на горизонті подій. Через природне обмеження максимальної швидкості руху це не дозволяє падаючим об'єктам перетнути горизонт подій, незалежно від того, наскільки близько вони до нього наближаються. Оскільки будь-яка зміна квантового стану вимагає часу, всі об'єкти та їхній квантово-інформаційний стан залишаються відбитими на горизонті подій. Бекенштейн дійшов висновку, що з точки зору будь-якого віддаленого спостерігача ентропія чорної діри прямо пропорційна площі горизонту подій.
Стівен Гокінг раніше показав, що загальна площа горизонту сукупності чорних дір завжди збільшується з часом. Горизонт — це межа, визначена світлоподібними геодезичними; це ті світлові промені, які ледве можуть втекти. Якщо сусідні світлові променні починають рухатися назустріч одна одній, вони врешті-решт зіштовхуються, і в цей момент їхнє продовження опиняється всередині чорної діри. Таким чином, геодезичні точки завжди віддаляються одна від одної, і кількість геодезичних точок, які утворюють межу, область горизонту, завжди збільшується. Результат Гокінга назвали другим законом термодинаміки чорних дір, за аналогією до закону зростання ентропії, але спочатку він не сприйняв цю аналогію надто серйозно.
Гокінг знав, що якби площа горизонту була справжньою ентропією, чорні діри мали б випромінювати. Коли тепло додається до теплової системи, зміна ентропії — це збільшення маси-енергії, поділене на температуру:
{\displaystyle {\rm {d}}S={\frac {{\rm {\delta }}M\ c^{2}}{T}}.}
(Тут термін δM та c в квадраті замінено на теплову енергію, додану до системи, як правило, неінтегрованими випадковими процесами, на відміну від dS, яка є функцією лише кількох «змінних стану», тобто в традиційній термодинаміці лише температури T за Кельвіном і кількох додаткових змінних стану, таких як тиск).
Якщо чорні діри мають скінченну ентропію, вони також повинні мати скінченну температуру. Зокрема, вони мали б перебувати у рівновазі з тепловим газом фотонів. Це означає, що чорні діри не лише поглинали б фотони, але й випромінювали б їх у потрібній кількості, щоб підтримувати детальну рівновагу.
Незалежні від часу розв'язки рівнянь поля не випромінюють, оскільки незалежний від часу фон зберігає енергію. Виходячи з цього принципу, Гокінг поставив собі за мету показати, що чорні діри не випромінюють. Але, на його подив, ретельний аналіз переконав його, що випромінюють, і саме таким чином, щоб прийти до рівноваги з газом при скінченній температурі. Розрахунки Гокінга зафіксували константу пропорційності на рівні 1/4; ентропія чорної діри дорівнює чверті площі її горизонту в планківських одиницях.
Ентропія пропорційна логарифму кількості мікростанів, перерахованих способів мікроскопічної конфігурації системи, при цьому макроскопічний опис залишається незмінним. Ентропія чорної діри викликає глибоке здивування: вона говорить, що логарифм кількості станів чорної діри пропорційний площі горизонту, а не об'єму в середині.
Пізніше Рафаель Буссо запропонував коваріантну версію палітурки на основі нульових аркушів.

## Інформаційний парадокс чорної діри
Розрахунки Гокінга показали, що випромінювання чорної діри, ніяк не пов'язане з матерією, яку вони поглинають. Вихідні світлові промені починаються точно на краю чорної діри і проводять довгий час біля горизонту, тоді як матерія, що падає, досягає горизонту набагато пізніше. Маса/енергія, що падає і виходить, взаємодіють лише тоді, коли перетинаються. Неможливо, щоб вихідний стан повністю визначався якимось крихітним залишковим розсіюванням.
Гокінг інтерпретував це як те, що коли чорні діри поглинають деякі фотони в чистому стані, що описується хвильовою функцією, вони повторно випромінюють нові фотони в тепловому змішаному стані, що описується матрицею густини. Це означало б, що квантову механіку потрібно було б модифікувати, оскільки в квантовій механіці стани, які є суперпозиціями з амплітудами ймовірностей, ніколи не стають станами, які є ймовірнісними сумішами різних можливостей.
Занепокоєний цим парадоксом, Герард 'т Гофт проаналізував випромінювання Гокінга більш детально. Він зауважив, що коли випромінювання Гокінга вилітає, існує спосіб, за допомогою якого частинки, що входять, можуть змінювати частинки, що вилітають. Їхнє гравітаційне поле деформує горизонт чорної діри, і деформований горизонт може створювати інші вихідні частинки, ніж недеформований горизонт. Коли частинка падає в чорну діру, вона прискорюється відносно зовнішнього спостерігача, і її гравітаційне поле набуває універсальної форми. Гуфт показав, що це поле утворює логарифмічний намет-полюс на горизонті чорної діри, і, подібно до тіні, цей намет є альтернативним описом місцезнаходження та маси частинки. Для чотиривимірної сферичної незарядженої чорної діри деформація горизонту подібна до типу деформації, яка описує випромінювання та поглинання частинок на світовому аркуші теорії струн. Оскільки деформації на поверхні є єдиним відбитком частинки, що входить, і оскільки ці деформації мали б повністю визначати частинки, що вилітають, Герард 'т Гофт вважав, що правильним описом чорної діри була б якась форма теорії струн.
Цю ідею уточнив Леонард Сасскінд, який також розвивав голографію, значною мірою незалежно. Сасскінд стверджував, що коливання горизонту чорної діри є повним описом як матерії, що падає, так і матерії, що виходить, тому що світова теорія струн була саме таким голографічним описом. Хоча короткі струни мають нульову ентропію, він зміг ототожнити довгі високозбуджені стани струн зі звичайними чорними дірами. Це був глибокий прорив, оскільки він показав, що струни мають класичну інтерпретацію в термінах чорних дір.
Ця робота показала, що інформаційний парадокс чорних дір вирішується, коли квантова гравітація описується незвичайним струнно-теоретичним способом, припускаючи, що струнно-теоретичний опис є повним, однозначним і не надлишковим. Простір-час у квантовій гравітації виявиться ефективним описом теорії коливань горизонту чорних дір нижчої розмірності, і припускає, що будь-яка чорна діра з відповідними властивостями, а не тільки струни, може слугувати основою для опису теорії струн.
У 1995 році Сасскінд разом зі співробітниками Том Бенкс,Вілл Фішлер і Стівен Шенкер представили формулювання нової М-теорії з використанням голографічного опису в термінах заряджених точкових чорних дір, брана D0 теорії струн типу IIA. Запропонована ними матрична теорія була вперше запропонована як опис двох бран в 11-вимірній супергравітації Бернард де Віт та Єнсом Хоппе. Пізніші автори переосмислили ті самі матричні моделі як опис динаміки точкових чорних дір у певних межах. Голографія дозволила їм зробити висновок, що динаміка цих чорних дір дає повне непертурбативне формулювання М-теорії. У 1997 році Хуан Мальдасена дав перший голографічний опис об'єкта вищої розмірності, 3+1-вимірної брани типу IIB, що розв'язало давню проблему знаходження струнного опису, який описує калібрувальну теорію. Ці розробки одночасно пояснили, як теорія струн пов'язана з деякими формами суперсиметричних квантових теорій поля.

## Короткий виклад на високому рівні
У своїй статті 2003 року, опублікованій в журналі Scientific American, Джейкоб Бекенштейн спекулятивно підсумував сучасну тенденцію, започатковану Джоном Арчибальдом Вілером, яка передбачає, що вчені можуть «розглядати фізичний світ як такий, що складається з інформації, а енергія та матерія — як випадкові елементи». Бекенштейн запитує: «Чи можемо ми, як писав Вільям Блейк, „побачити світ у піщинці“, чи ця ідея є не більше ніж „поетичною ліцензією“?», маючи на увазі голографічний принцип.

### Несподіване з'єднання
Тематичний огляд Бекенштейна «Казка про дві ентропії» описує потенційно глибокі наслідки тенденції Уілера, зокрема, відзначаючи раніше несподіваний зв'язок між світом теорії інформації та класичною фізикою. Цей зв'язок був вперше описаний невдовзі після того, як у 1948 році американський прикладний математик Клод Е. Шеннон у фундаментальній роботі ввів найбільш широко використовувану сьогодні міру вмісту інформації, відому як ентропія Шеннона. Як об'єктивна міра кількості інформації, ентропія Шеннона виявилася надзвичайно корисною, оскільки всі сучасні пристрої зв'язку та зберігання даних, від мобільних телефонів і модемів до жорстких дисків і DVD-дисків, покладаються на ентропію Шеннона.
У термодинаміці (розділ фізики, що вивчає теплоту) ентропія зазвичай описується як міра «безладу» у фізичній системі матерії та енергії. У 1877 році австрійський фізик Людвіг Больцман описав її точніше — як кількість різних мікроскопічних станів, в яких можуть перебувати частинки, що складають макроскопічний «шматок» матерії, при цьому «виглядаючи» як той самий макроскопічний «шматок». Наприклад, для повітря в кімнаті його термодинамічна ентропія дорівнює логарифму кількості всіх способів, якими окремі молекули газу можуть бути розподілені в кімнаті, і всіх способів, якими вони можуть рухатися.

### Еквівалентність енергії, матерії та інформації
Спроби Шеннона знайти спосіб кількісно оцінити інформацію, що міститься, наприклад, у телеграфному повідомленні, несподівано привели його до формули, яка має такий самий вигляд, як і формула Больцмана. У статті в серпневому номері журналу «Scientific American» за 2003 рік під назвою «Інформація в голографічному всесвіті» Бекенштейн підсумовує, що «термодинамічна ентропія та ентропія Шеннона є концептуально еквівалентними: кількість аранжувань, які підраховуються за допомогою ентропії Больцмана, відображає кількість інформації Шеннона, яка була б необхідна для реалізації будь-якого конкретного аранжування» матерії та енергії. Єдина суттєва відмінність між термодинамічною ентропією фізики та інформаційною ентропією Шеннона полягає в одиницях виміру: перша виражається в одиницях енергії, поділених на температуру, друга — в практично безрозмірних «бітах» інформації.
Голографічний принцип стверджує, що ентропія звичайної маси (не лише чорних дір) також пропорційна площі поверхні, а не об'єму; що сам об'єм є ілюзорним, а всесвіт насправді є голограмою, яка ізоморфна інформації, «вписаній» на поверхні її границі.

## Експериментальні дослідження
Фізик з Фермілаб Крейґ Гоґан стверджує, що голографічний принцип передбачає квантові флуктуації просторового положення, які призводять до видимого фонового шуму або «голографічного шуму», вимірюваного детекторами гравітаційних хвиль, зокрема GEO 600. Однак ці твердження не були широко прийняті або цитовані серед дослідників квантової гравітації і, як видається, прямо суперечать розрахункам теорії струн.
Аналіз у 2011 році вимірювань гамма-спалаху GRB 041219A 2004 року космічною обсерваторією INTEGRAL, запущеною в 2002 році Європейським космічним агентством, показав, що шум Крейґа Гоґана відсутній до масштабу 10−48 метрів, на відміну від масштабу 10−35 метрів, передбаченого Гоґаном, і масштабу 10−16 метрів, знайденого у вимірах приладу GEO 600. У 2013 році дослідження продовжилися у Фермілаб під керівництвом Хогана.
Яків Бекенштейн стверджував, що знайшов спосіб перевірити голографічний принцип за допомогою настільного фотонного експерименту.